# Оген, Луи-Огюстен
Луи-Огюстен Оген (29 мая 1824, Рошфор — 30 июля 1903, Бордо) — французский художник.

## Биография
Луи-Огюстен Оген родился в Рошфоре, на атлантическом побережье Франции, в семье провинциального живописца. Начальные навыки рисования приобрёл, обучаясь у своих отца и дяди, после чего отправился в Париж, где учился у Жюля Куанье и Камиля Коро. После революции 1848 года, Оген возвратился на родину, где стал учителем рисования и параллельно вплотную занялся пейзажной живописью.
После Крымской войны, Оген познакомился и сблизился с другим пейзажистом, своим одногодкой, уроженцем Эльзаса и ветераном этой войны, Ипполитом Праделем. Параллельно, он сохранял дружеские связи со своим учителем Коро, благодаря чему, в 1862 и 63 годах Коро и Густав Курбе работали на пленэре вместе с Огеном и Праделем в Приморской Шаранте, образовав временную творческую «группу Порт-Берто». В этот период времени Курбе были написаны портреты Огена и Праделя, сегодня хранящиеся в Орнане, в Музее Курбе. 15 января 1863 года в здании городской ратуши Сента публике была представлена коллективная выставка, на которой четверо художников экспонировали 170 работ. Второй раз выставка на ту же тему, под названием «Вокруг Курбе в Сентонже — Курбе, Коро, Оген, Прадель», прошла с 9 июня по 16 сентября 2007 года в том же городе, в Художественном музее.
В 1863 году Оген, как и Прадель, перенёс свою мастерскую в Бордо. Он успешно выставлял свои работы на Салоне Общества друзей искусства в Бордо с 1857 года до своей смерти, и открыл в городе школу живописи, которую посещало много учеников. Оген также стал членом Академии наук, художественной литературы и искусства Бордо. На Парижском Салоне Оген впервые выставился в 1846 году, после чего экспонировал там свои картины регулярно. Он получил 3-ю медаль на Салоне 1880 года, а затем 2-ю в 1884 году. Оген также был награжден на Всемирной выставке 1873 года в Вене, и получил 3-ю медаль на Всемирной выставке 1889 года в Париже. Как свидетельство официального признания его художественных заслуг, 3 апреля 1894 года Луи-Огюстен Оген награжден орденом Почётного легиона.
Луи-Огюстен Оген умер в 1903 году в Бордо при невыясненных обстоятельствах, и был похоронен на одном из старинных кладбищ города.
Как и его друг Ипполит Прадель, Оген, в отличие от Курбе и Коро, не был признан потомками в качестве художника первой величины, однако его творчество продолжает вызывать устойчивый интерес в его родной части Франции. Помимо уже упомянутой ретроспективной выставки 2007 года, другая выставка, целиком посвящённая творчеству Огена, приуроченная к 150-летию со дня его рождения, состоялась в муниципальном музее Рошфор-сюр-Мер в 1974 году.
Картины Огена находятся в коллекциях многих музеев Франции: в Ла-Рошели, Рошфоре, Сенте, Коньяке, Бордо, Реймсе, Руане.

## Галерея

Пейзажи Огюстена Огена
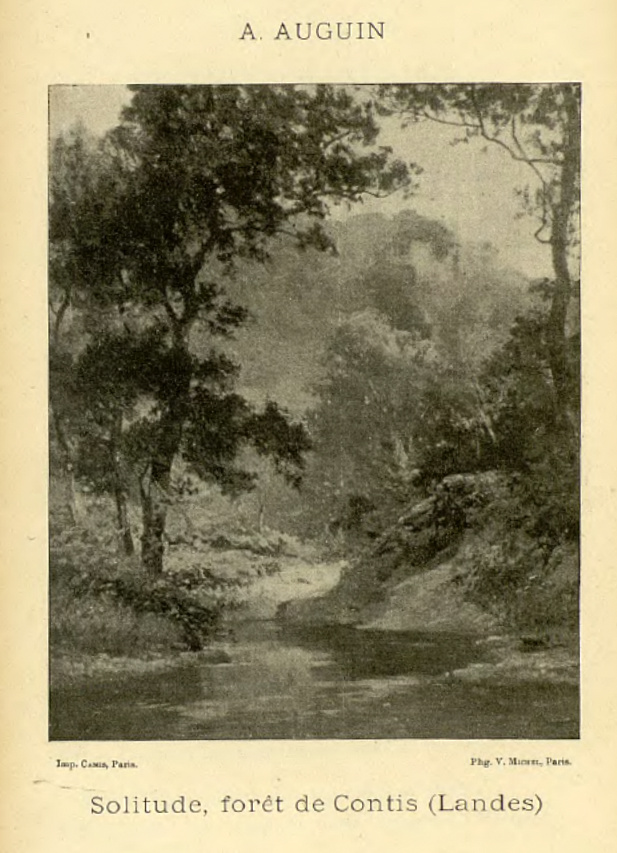
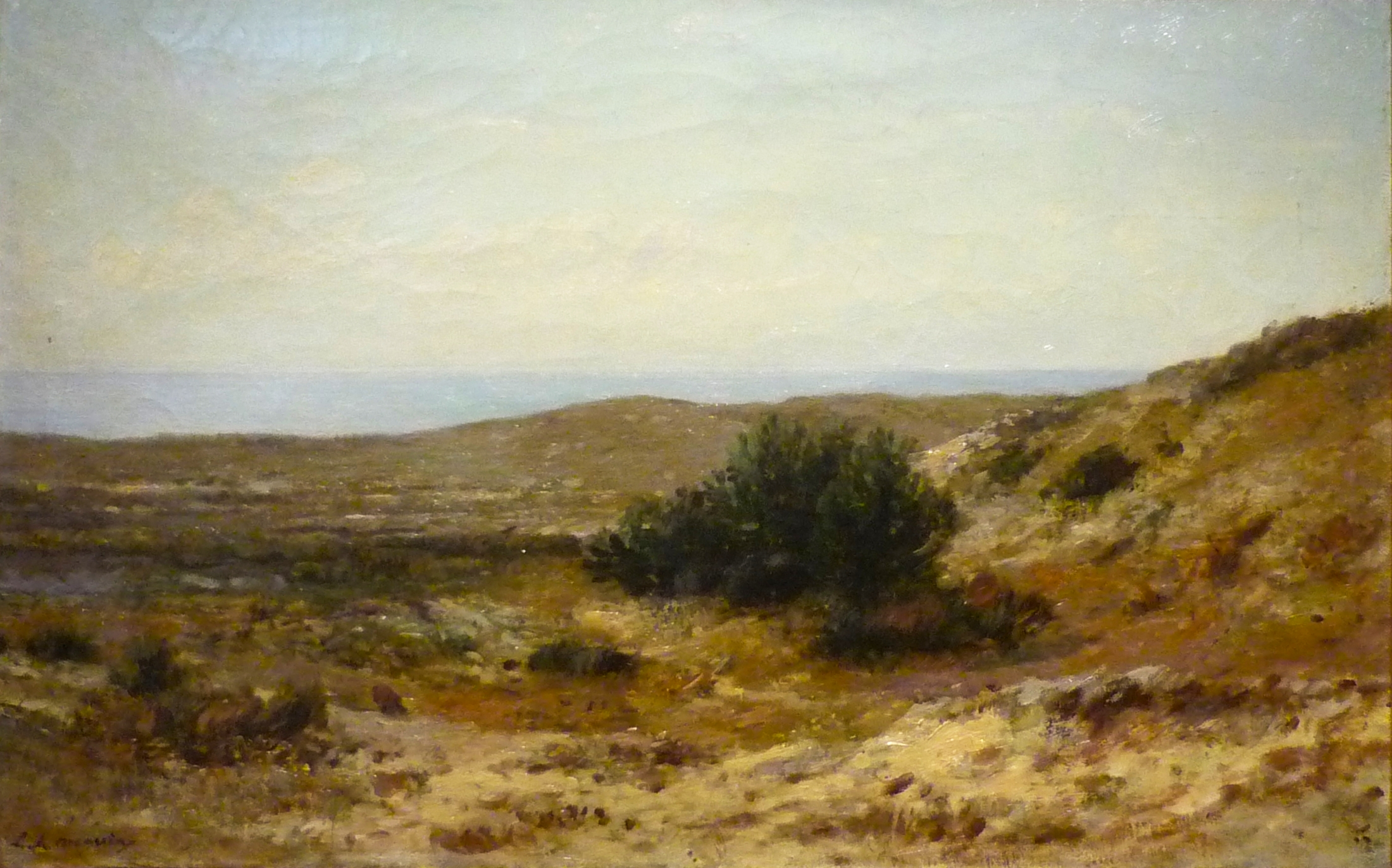
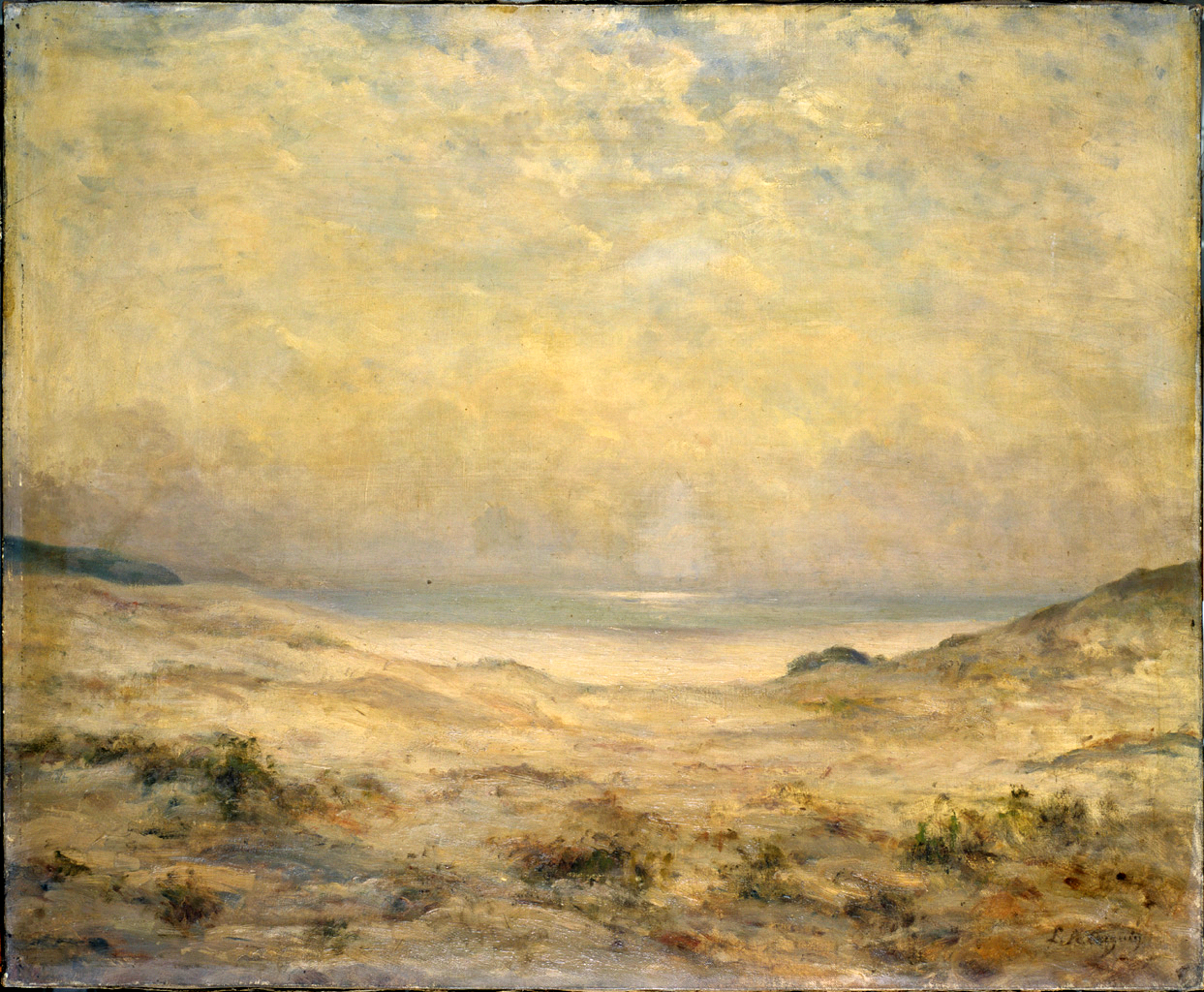
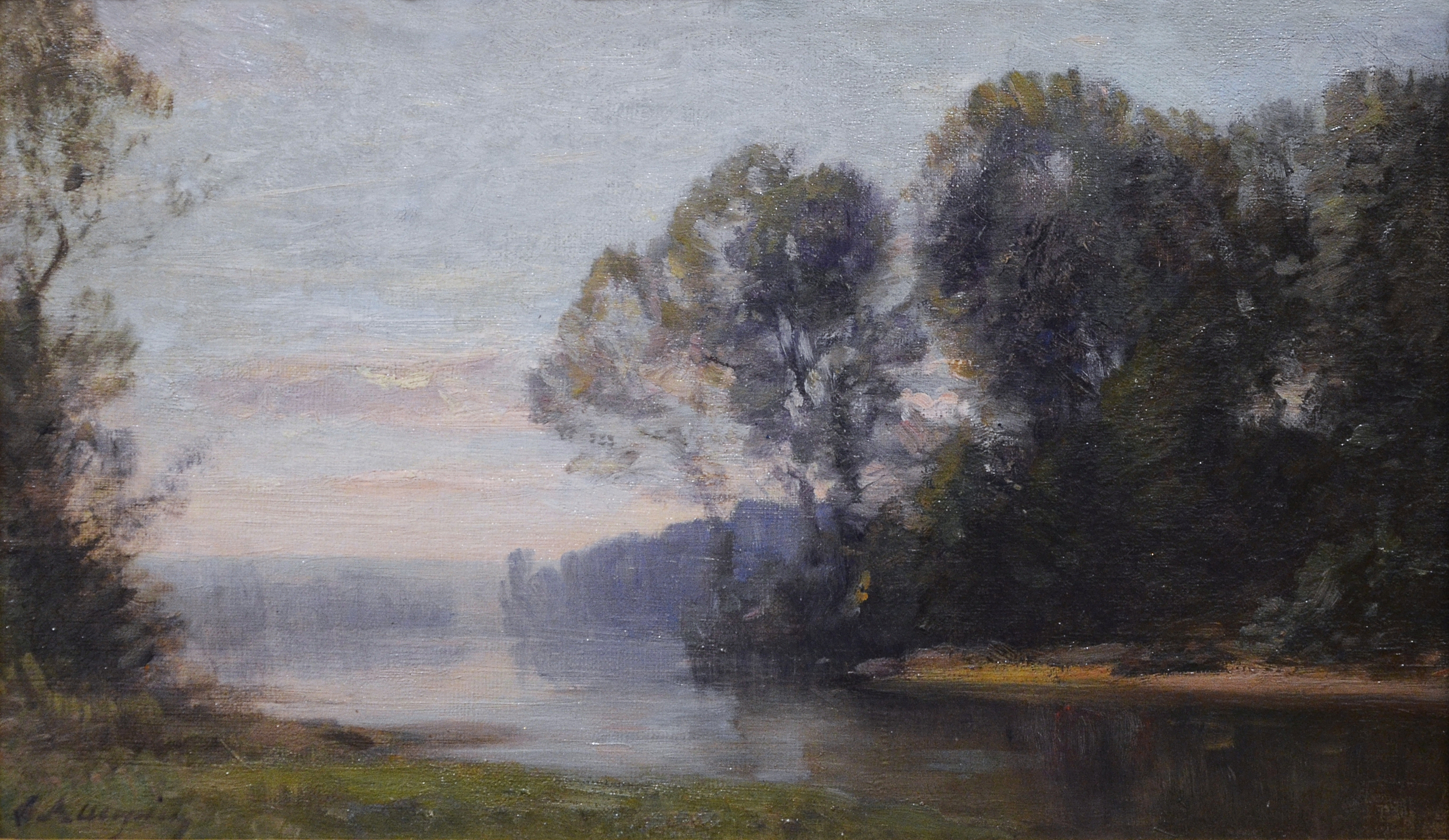

Изображения Огюстена Огена
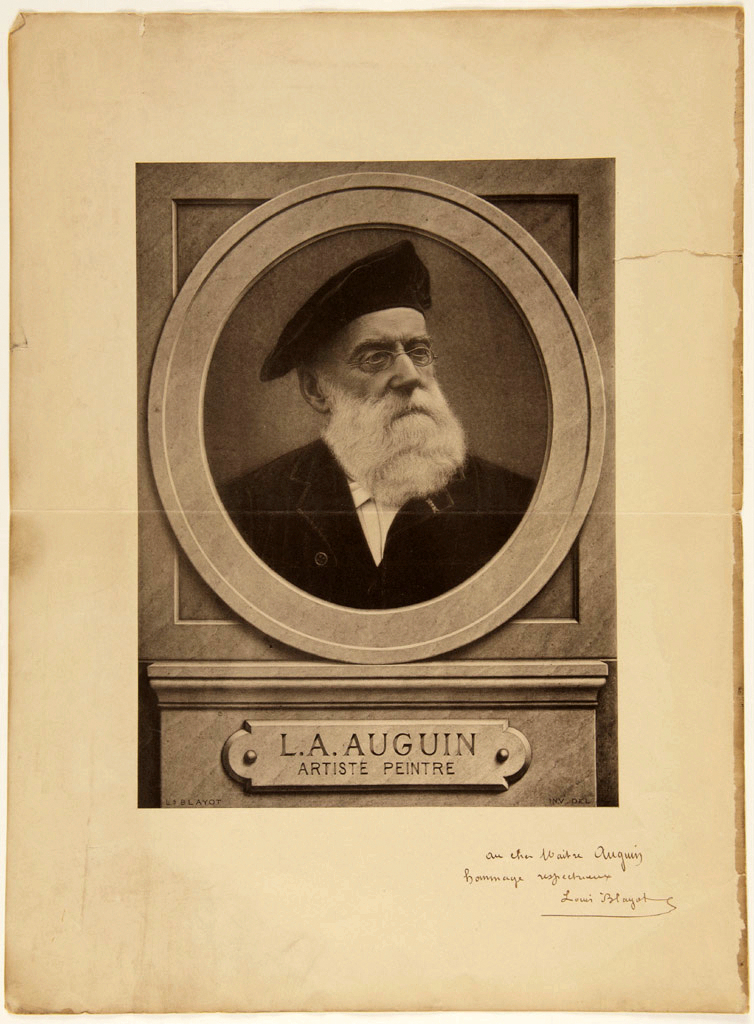
Портрет художника в пожилом возрасте.
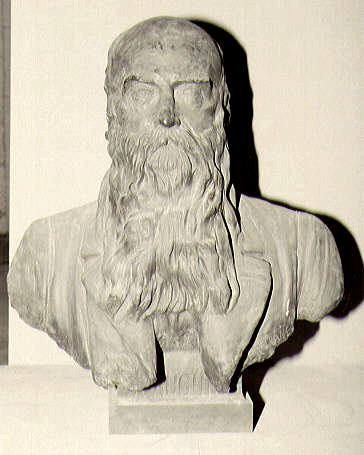
Бюст художника работы скульптора Пьера Гране.

### Сочинение художника
- Louis-Augustin Auguin: Nos notabilités du xixe siècle : Médaillons bordelais. (ill. Louis Blayot), t. I, Bordeaux, Féret et fils, 1896